# André Bullinger
Pour les articles homonymes, voir Bullinger.
André Bullinger, né le 14 mars 1941 à Genève et mort le 3 février 2015 dans la même ville, est un psychologue suisse et professeur ordinaire de psychologie expérimentale à la faculté de psychologie et des sciences de l’éducation de l'université de Genève. 

## Biographie
Il fait des études de psychologie et une licence de sciences de l'éducation, puis travaille comme neuropsychologue à l'hôpital cantonal universitaire de Genève. En 1968, il prend un poste d'assistant au laboratoire de psychologie expérimentale de l'université de Genève, et collabore au Centre International d’épistémologie génétique. Il soutient en 1970 une thèse de doctorat de psychologie dirigée par Jean Piaget et se spécialise dans le développement de l'enfant. Ses recherches portent sur la psychomotricité et en particulier le stade sensori-moteur. Il fait une carrière académique à Genève, où il est professeur ordinaire en psychologie expérimentale à la faculté de psychologie et sciences de l'éducation en 1989. Six ans après son décès sort un film retraçant sa carrière, "Dans les arcanes du vivant". 

## Publications
- Le développement sensorimoteur de l'enfant et ses avatars. Un parcours de recherche, Érès, coll. « La vie de l'enfant », 2007 (ISBN 978-2-7492-0307-2).
- Les effets de la gravité sur le développement du bébé, L’espace de la pesanteur, Toulouse, Érès, coll. « 1001 bébés », 2015, 108 p. (ISBN 978-2-7492-4833-2).